# Катастрофа Boeing 737 под Сан-Сальвадором
Катастрофа Boeing 737 под Сан-Сальвадором — крупная авиационная катастрофа, произошедшая в среду 9 августа 1995 года. Авиалайнер Boeing 737-2H6 авиакомпании Aviateca выполнял плановый рейс GUG901 по маршруту Майами—Гватемала—Сан-Сальвадор—Манагуа—Сан-Хосе, но при заходе на посадку в Сан-Сальвадоре врезался в склон вулкана Сан-Висенте в 24 километрах от аэропорта Сан-Сальвадора. Погибли все находившиеся на его борту 65 человек — 58 пассажиров и 7 членов экипажа.
На 2022 год катастрофа рейса 901 остаётся крупнейшей (по числу погибших) в истории Сальвадора.

## Самолёт
Boeing 737-2H6 (регистрационный номер N125GU, заводской 23849, серийный 1453) был выпущен заводом компании «Boeing» в Рентоне (Вашингтон) в 1987 году (первый полёт совершил 26 сентября). 8 октября того же года был передан авиакомпании Malaysia Airlines, в которой получил бортовой номер 9M-MBM. 11 декабря 1993 года был передан в лизинг авиакомпании TACA, при этом его б/н сменился на N125GU. 1 января 1994 года был сдан в аренду авиакомпании Aviateca. Оснащён двумя турбореактивными двигателями Pratt & Whitney JT8D-15A. На день катастрофы 7-летний авиалайнер совершил 20 323 цикла «взлёт-посадка» и налетал 16 645 часов.

## Экипаж и пассажиры
Состав экипажа рейса GUG901 был таким:
- Командир воздушного судна (КВС) — 39-летний Аксель Байрон М. Эррера (исп. Axel Byron M. Herrera). Опытный пилот, в авиакомпании Aviateca проработал 9 лет (с 1986 года). В должности командира Boeing 737 — с 9 января 1990 года. Налетал 9828 часов.
- Второй пилот — 36-летний Виктор Франческо С. Сальгеро (исп. Victor Francesco S. Salguero). Опытный пилот, в авиакомпании Aviateca проработал 3 года (с 1992 года). В должности второго пилота Boeing 737 — с 22 мая 1992 года. Налетал 4696 часов.

В салоне самолёта работали трое бортпроводников:
- Марио Рикардо Э. Кастельянос (исп. Mario Ricardo E. Castellanos),
- Сильвия Роксана Э. де Мазариегос (исп. Silvia Roxana H. de Mazariegos),
- Клаудия Эскобар де Паласиос (исп. Claudia Escobar de Palacios).

Также в составе экипажа были 2 работника авиакомпании Aviateca — Монико Гатика (исп. Monico Gatica) и Самуэль Монсон (исп. Samuel Monzon).
| Гражданство | Пассажиры | Экипаж | Всего |
| ----------- | --------- | ------ | ----- |
| США         | 5         | 0      | 5     |
| Гватемала   | 11        | 7      | 18    |
| Мексика     | 16        | 0      | 16    |
| Никарагуа   | 5         | 0      | 5     |
| Дания       | 2         | 0      | 2     |
| Коста-Рика  | 4         | 0      | 4     |
| Норвегия    | 6         | 0      | 6     |
| Бразилия    | 2         | 0      | 2     |
| Не указано  | 7         | 0      | 7     |
| Всего       | 58        | 7      | 65    |

## Хронология событий
Boeing 737-2H6 борт N125GU выполнял плановый рейс GUG901 из Майами в Сан-Хосе с промежуточными посадками в Гватемале, Сан-Сальвадоре и Манагуа. Первая часть маршрута (Майами—Гватемала) прошла без происшествий. Рейс 901 вылетел из Гватемалы в 19:48 и взял курс на Сан-Сальвадор, следуя по воздушной трассе G346; на его борту находились 7 членов экипажа и 58 пассажиров.
В 20:08 пилоты связались с авиадиспетчерской службой аэропорта Комалапа. Авиадиспетчер сообщил им, что над аэропортом гроза с проливным дождём, и дал указание пролететь над грозовым фронтом и начать заход на посадку по ветру, чтобы приземлиться на взлётную полосу №07, но при этом пилоты и авиадиспетчер не знали точное местонахождение самолёта. Когда лайнер начал разворот, он попал в тот же грозовой фронт, над которым он пролетал. На высоте 1524 метров в кабине экипажа сработал сигнал GPWS об опасном сближении с землёй. Пилоты попытались изменить курс и начали набор высоты, но в 20:14 по местному времени рейс GUG901 врезался в склон вулкана Сан-Висенте на высоте 1800 метров над уровнем моря и полностью разрушился. Все 65 человек на его борту погибли.

## Расследование
Расследование причин катастрофы рейса GUG901 проводило сальвадорское Главное управление воздушного транспорта (исп. Dirección General De Transporte Aéreo, AAC).
Окончательный отчёт расследования был опубликован 6 октября 1995 года, всего через 2 месяца после катастрофы.
Согласно отчёту, вероятной причиной катастрофы стали многочисленные ошибки экипажа — пилоты не увидели склон вулкана из-за дождя, и затем приняли решение снизиться ниже безопасной высоты при заходе на посадку. Сопутствующим фактором стало недопонимание между экипажем и авиадиспетчером, что привело к выдаче авиадиспетчером неверных указаний касательно захода на посадку.
Также считалось, что причиной катастрофы стала неэффективная программа управления ресурсами экипажа в авиакомпании Aviateca.